# Бекер Роман Григорович
Роман Григорович Бекер (біл. Раман Рыгоравіч Бекер) — білоруський та російський танцюрист 2-ї половини XVIII — початку XIX століття, народився на Скловщині.

## Життєпис
Народився на Скловщині. З 1780-х років кріпацький артист балету Шкловського театру Зорича, у 1800–1812 — в балетній трупі Петербурзького імператорського театру (фігурант, пантомімний танцюрист)..
Під час Вітчизняної війни 1812 року перебував у Петербурзькому ополченні, відзначився в боях, в тому числі на території Білорусі (під Полоцьком, Борисовим, Смалянами та інш.). За відвагу був нагороджений Георгіївським Хрестом, отримав звання прапорщика. Після розформування ополчення у 1814 році просив дозволу повернутися на петербурзьку сцену, однак не отримав його. Останні роки життя провів у Харкові.